# داگوباتی ونکاتش
داگوباتی ونکاتش (انگلیسی: Daggubati Venkatesh؛ زادهٔ ۱۳ دسامبر ۱۹۶۰) هنرپیشه اهل هند است. وی از سال ۱۹۸۶ میلادی تاکنون مشغول فعالیت بوده‌است.
از فیلم‌ها یا برنامه‌های تلویزیونی که وی در آن نقش داشته‌است می‌توان به این عشق است اشاره کرد.
وی همچنین برندهٔ جوایزی همچون جایزه ناندی و جایزه فیلم‌فیر جنوب شده‌است.

## فیلم‌شناسی
فهرست برخی از فیلم‌هایی که داگوباتی ونکاتش در آنها به ایفای نقش پرداخته‌است:
- این عشق است
- سایه
- بادیگارد
- ساده‌لوح
- لحظه به لحظه
- کلمات زنان
- گوپالا گوپالا
- کسی مثل تو
- عشق
- چینتاکایالا راوی
- ناگاوالی
- باربر درجه ۱
- قهرمان ماجراجو و پری دریایی
- مرد خوش‌شانس
- شاه بابیلی
- مالیسواری
- اف۳: تفریح و ناامیدی
- برادر کسی عشق کسی
- تاک یاس در حیاط